# Anisodes obliterata
Anisodes obliterata là một loài bướm đêm trong họ Geometridae.